# 前平公園站
前平公園站（日语：／ Maehira-koen eki */?）是位於岐阜縣美濃加茂市西町，長良川鐵道的越美南線車站。車站編號是1。

## 歷史
- 1986年（昭和61年）12月11日 - 國鐵越美南線由長良川鐵道接管，此站同時啟用[1]。

## 車站構造
車站是一座地面車站，設有1面1線單式月台。月台上設有簡單的上蓋候車室。月台靠近加茂野站一方設有出入口。在車站西邊設有市道的平交道。此站是無人車站。

## 使用狀況
以下為近年1日平均乘車人次列表
| 乘車人次變化 | 乘車人次變化     |
| 年度         | 1日平均 乘車人次 |
| ------------ | ---------------- |
| 2009         | 24               |
| 2010         | 41               |
| 2011         | 30               |
| 2012         | 26               |
| 2013         | 26               |
| 2014         | 31               |
| 2015         | 46               |
| 2016         | 41               |
| 2017         | 52               |
| 2018         | 58               |

## 車站周邊
- 前平公園
- 美濃加茂市立西中學（日语：美濃加茂市立西中学校）
- 豐田Corolla岐阜前平店
- 岐阜畜產農研究所
- 加茂汽車學校
- JA Megu美濃（日语：めぐみの農業協同組合）美濃加茂食材中心
- 可茂聖苑（公營火葬場）
- 山崎馬扎克工作機械博物館（日语：ヤマザキマザック工作機械博物館）

## 相鄰車站
長良川鐵道
越美南線
美濃太田（0）－前平公園（1）－加茂野（2）

## 注腳
1. 1 2  曾根悟（監修）. 朝日新聞出版分冊百科編集部（編集） , 编. . 週刊朝日百科. 26号 長良川鉄道・明知鉄道・樽見鉄道・三岐鉄道・伊勢鉄道. 朝日新聞出版. 2011-09-18: 11 （日语）.
2. ↑  美濃加茂市統計書

## 外部連結
- 前平公園站｜【官方網站】長良川鐵道株式會社 （页面存档备份，存于）（日語）